# Transformación sombrero de copa
En morfología matemática y en procesamiento digital de imágenes, la transformación sombrero de copa es una operación que extrae pequeños elementos y detalles de imágenes dadas. Existen dos tipos de transformación sombrero de copa: la transformación sombrero de copa blanco que se define como la diferencia entre la imagen de entrada y su  apertura por un elemento estructurante; la transformación sombrero de copa negro que se define dualmente como la diferencia entre el cierre y la imagen de entrada.

## Definiciones matemáticas
Sea {\displaystyle f:E\mapsto R} una imagen en escala de grises, que asigna puntos de un espacio Euclidiano o discreto reticulado E (tal como R2 o Z2) en los reales. Sea {\displaystyle b(x)} un elemento estructurante en la escala de grises.
Entonces, la transformación sombrero de copa blanco de f está dada por:
{\displaystyle T_{w}(f)=f-f\circ b},
donde {\displaystyle \circ } denota la operación de apertura.
La transformación sombrero de copa negro de f está dada por:
{\displaystyle T_{b}(f)=f\bullet b-f},
donde {\displaystyle \bullet } es la operación de cierre.

## Propiedades
La transformación sombrero de copa blanco retorna una imagen que contiene aquellos "objetos" o "elementos" de una imagen de entrada que:
- Son "más pequeños" que el elemento estructurante (es decir, lugares en los que el elemento estructurante no cabe), y
- son más brillantes que sus alrededores.

La transformación sombrero de copa negro devuelve una imagen que contiene los "objetos" o "elementos" que:
- Son "más pequeños" que el elemento estructurante, y
- son más oscuros que sus alrededores.

El tamaño, o el ancho, de los elementos que son extraídos por la transformación sombrero de copa pueden ser controlados por la elección del elemento estructurante {\displaystyle b}. Cuanto mayor es éste, más grandes son los elementos extraídos.
Ambas transformaciones sombrero de copa son imágenes que contienen solo valores no negativos en todos los píxeles.